# Fabien Garcia
Fabien Garcia (sinh ngày 14 tháng 7 năm 1994) là một cầu thủ bóng đá chuyên nghiệp người Pháp hiện đang thi đấu ở vị trí hậu vệ cho câu lạc bộ San Antonio FC, đội đang thi đấu ở giải USL Championship.